# Celleporella hyalina
Celleporella hyalina is een mosdiertjessoort uit de familie Hippothoidae. De wetenschappelijke naam werd gepubliceerd in 1767 door Carl Linnaeus.